# Constantinus diadalíve
Constantinus diadalíve 315-ben épült Rómában a szenátus utasítására Constantinus császár trónra lépésének tizedik évfordulójára, és a Maxentius felett aratott győzelem emlékére. Constantinus diadalíve a legnagyobb ilyen jellegű építmény Rómában: magassága eléri a 21, szélessége a 26 métert. Díszítéséhez nagyrészt korábbi emlékművekről származó domborműveket és épületelemeket használtak fel.
A háromíves diadalív mindkét oldalát négy-négy kis-ázsiai márványból készült, Traianus korából származó oszlop díszíti. A szélső ívek oldalaira két-két kör alakú, Hadrianus korabeli domborművet illesztettek, amelyek átmérője meghaladja a 2 métert. A nyolc domborműből négy vadászjeleneteket ábrázol, a másik négyen áldozatokat mutatnak be az isteneknek. Hadrianus alakja mindegyik domborművön megjelenik, fejét Constantinus képmására cserélték.
A diadalív tetejére, a két szélső ív fölé Marcus Aurelius uralkodása alatt készült domborműveket helyeztek. Abból a domborműciklusból származnak, amelyet akkor készítettek, amikor a császár visszatért a markomannok elleni háborúból 173-ban. Egy Traianus korabeli domborművet is felhasználtak, négy darabra vágták, kettőt a diadalív tetején a rövidebb oldalon, a másik kettőt az középső ív belsejében helyeztek el. A domborműveken Traianus daciai hadjáratain (101 és 105 között) történt eseményeket jelenítettek meg. A közvetlenül a két szélső ív fölött látható domborművek és az oszlopok talapzataiba vésett harci jelenetek Constantinus korában, a diadalívvel együtt készültek.